# Anthony Fisher (koszykarz)
Anthony Fisher (ur. 31 stycznia 1986 w Alpharetta w stanie Georgia) – amerykański koszykarz występujący w sezonie 2010/2011 w PLK w klubie Kotwicy Kołobrzeg.

## Przebieg kariery
- 2004-2008: Tennessee Tech University (NCAA)
- 2008-2009: Alianz Swands Gmunden
- 2009-2010: Deutsche Bank Skyliners Frankfurt
- 2010-2011: Kotwica Kołobrzeg

## Statystyki podczas występów w PLK
| Sezon     | Drużyna | M  | S5 | MPG  | FG% | 3P% | FT% | RPG | APG | SPG | BPG | PPG  |
| --------- | ------- | -- | -- | ---- | --- | --- | --- | --- | --- | --- | --- | ---- |
| 2010/2011 | Kotwica | 24 | 18 | 27,3 | 41% | 29% | 72% | 2,0 | 2,5 | 0,5 | 0,0 | 13,5 |